# Rózsa Elemér
Rózsa Elemér (Budapest, 1919. május 30. – Budapest, 1995. július 7.) jezsuita szerzetes, a kommunizmus alatti egyházüldözés idején börtönben volt.

## Élete
1937. augusztus 14-én lett a jezsuita rend tagja. Előbb Kassán, majd Szegeden filológiai tanulmányokat folytatott, itt is szentelték pappá 1947-ben. Eleinte Budapesten lelkészkedett, de 1950. július 20-án az ÁVH erőszakkal kiürítette a rendházat. Csak az mentette meg az elhurcolástól, hogy nem tartózkodott az épületben. 
Papi tevékenységét nem folytathatta, 1960-ig lakatosként dolgozott. Lakásán gyakran voltak összejövetelek a jezsuita rend tagjai között, részt vett a világszolidarizmus elméletének kidolgozásában, ami a rendőrség tudomására jutott. 1964. december 8-án társaival együtt letartóztatták, majd a következő évben „államrend elleni szervezkedés” vádjával, I. rendű vádlottként 8 év börtönre ítélték. 
1972-ben szabadult, ezt követően újra Budapesten tengette életét alkalmi munkásként. A rendszerváltást követően, 1991-től újra lelkészkedhetett, 1992-ben rehabilitálták. 1993-ban könyvet adott ki Távlatok címmel, melyben a kommunizmus alatti illegális lelkigyakorlatokról számolt be. 1995-ben hunyt el.